# Црквина (Крушевац)
Црквина је насељено место града Крушевца у Расинском округу. Према попису из 2022. било је 150 становника (према попису из 1991. било је 234 становника).

## Демографија
У насељу Црквина живи 170 пунолетних становника, а просечна старост становништва износи 42,5 година (42,3 код мушкараца и 42,8 код жена). У насељу има 44 домаћинства, а просечан број чланова по домаћинству је 4,77.
Ово насеље је великим делом насељено Србима (према попису из 2002. године), а у последња три пописа, примећен је пад у броју становника.
|  |

| Демографија | Демографија | Демографија |
| Година      | Становника  | Становника  |
| ----------- | ----------- | ----------- |
| 1948.       | 275         |             |
| 1953.       | 285         |             |
| 1961.       | 266         |             |
| 1971.       | 272         |             |
| 1981.       | 265         |             |
| 1991.       | 234         | 229         |
| 2002.       | 210         | 219         |

| Етнички састав према попису из 2002.‍ | Етнички састав према попису из 2002.‍ | Етнички састав према попису из 2002.‍ | Етнички састав према попису из 2002.‍ | Етнички састав према попису из 2002.‍ |
| ------------------------------------ | ------------------------------------ | ------------------------------------ | ------------------------------------ | ------------------------------------ |
|                                      |                                      |                                      |                                      |                                      |
| Срби                                 | Срби                                 |                                      | 208                                  | 99,04%                               |
| непознато                            | непознато                            |                                      | 2                                    | 0,95%                                |

| Година пописа     | 1948. | 1953. | 1961. | 1971. | 1981. | 1991. | 2002. |
| ----------------- | ----- | ----- | ----- | ----- | ----- | ----- | ----- |
| Број домаћинстава | 55    | 62    | 59    | 58    | 58    | 53    | 44    |

| Број чланова      | 1 | 2 | 3 | 4 | 5  | 6 | 7 | 8 | 9 | 10 и више | Просек |
| ----------------- | - | - | - | - | -- | - | - | - | - | --------- | ------ |
| Број домаћинстава | 5 | 5 | 2 | 4 | 10 | 8 | 5 | 5 | 0 | 0         | 4,77   |

| Пол    | Укупно | Неожењен/Неудата | Ожењен/Удата | Удовац/Удовица | Разведен/Разведена | Непознато |
| ------ | ------ | ---------------- | ------------ | -------------- | ------------------ | --------- |
| Мушки  | 91     | 15               | 65           | 7              | 4                  | 0         |
| Женски | 85     | 8                | 65           | 11             | 1                  | 0         |
| УКУПНО | 176    | 23               | 130          | 18             | 5                  | 0         |

| Пол    | Укупно                    | Пољопривреда, лов и шумарство | Рибарство                            | Вађење руде и камена | Прерађивачка индустрија       |
| ------ | ------------------------- | ----------------------------- | ------------------------------------ | -------------------- | ----------------------------- |
| Мушки  | 59                        | 37                            | 0                                    | 1                    | 3                             |
| Женски | 23                        | 22                            | 0                                    | 0                    | 1                             |
| УКУПНО | 82                        | 59                            | 0                                    | 1                    | 4                             |
| Пол    | Производња и снабдевање   | Грађевинарство                | Трговина                             | Хотели и ресторани   | Саобраћај, складиштење и везе |
| Мушки  | 0                         | 12                            | 2                                    | 0                    | 3                             |
| Женски | 0                         | 0                             | 0                                    | 0                    | 0                             |
| УКУПНО | 0                         | 12                            | 2                                    | 0                    | 3                             |
| Пол    | Финансијско посредовање   | Некретнине                    | Државна управа и одбрана             | Образовање           | Здравствени и социјални рад   |
| Мушки  | 0                         | 0                             | 0                                    | 0                    | 0                             |
| Женски | 0                         | 0                             | 0                                    | 0                    | 0                             |
| УКУПНО | 0                         | 0                             | 0                                    | 0                    | 0                             |
| Пол    | Остале услужне активности | Приватна домаћинства          | Екстериторијалне организације и тела | Непознато            | Непознато                     |
| Мушки  | 0                         | 0                             | 0                                    | 1                    | 1                             |
| Женски | 0                         | 0                             | 0                                    | 0                    | 0                             |
| УКУПНО | 0                         | 0                             | 0                                    | 1                    | 1                             |